# Садовой Олександр Валентинович
Олексан́др Валенти́нович Садово́й (* 25 лютого 1945, Заульба, Східноказахстанська область) — завідувач кафедри електрообладнання, проректор по науковій роботі ДГТУ, доктор технічних наук, професор.

## Життєпис
1967 року закінив електроенергетичний факультет Київського політехнічного інституту за спеціальністю «електропривод та автоматизація промислових установ».
1970 року розпочав науково-педагогічну діяльність — очолив групу по розробці джерел струму Центральної науково-дослідницької лабораторії зварювання — філіалу Київського інституту електрозварювання ім. Патона. За сумісництвом працював старшим викладачем Комунарського гірно-металургічного інституту.
Протягом 1972—1985 років працював в Комунарському гірно-металургічному інституті — аспірант, асистент, старший викладач, доцент кафедри електрообдлднання промислових підприємств.
1980 року захистив дисертацію «Синтез та дослідження систем оптимального управління тиристорним електрорушієм», кандидат технічних наук.
З 1985 року працює доцентом кафедри електрообладнання промислових підприємств в Дніпродзержинському державному технічному університеті.
1993 року захищає дисертацію «Синтез та дослідження оптимальних по точності систем управління електрорушіями з низькою чутливістю до широкого спектра дестабілізуючих факторів» — доктор технічних наук.
1996 року по отриманні вченого звання професора очолив кафедру електрообладнання.
Починаючи 1998 роком працює проректором по науковій роботі.
Основні напрями наукової діяльності:
- системи оптимального щодо точності та швидкодії управління електромеханічними об'єктами та технологічними комплексами,
- автоматизовані системи технологічного управління,
- системи управління турбомеханізмами.

Як педагог підготував 1 доктора та 4 кандидатів технічних наук.
Надруковано понад 250 його наукових робіт, з них 2 монографії, 2 навчальні посібники, та «Моделювання електромеханічних систем» — підручник для студентів вузів, які навчаються за напрямом «електромеханіка», Кременчук, 2001 — разом з Чорним Олексієм Петровичем, Родькіним Дмитром Йосиповичем, Луговим Анатолієм Васильовичем, Сисюком Геннадієм Юрійовичем.
Зареєстровано 42 винаходи.
Входить до складу редакційної колегії журналу Автоматика. Автоматизація. Електротехнічні комплекси та системи.